# 502 TCN
502 TCN là một năm trong lịch La Mã.